# Carles de Godó i Valls
Carles de Godó i Valls (castellà: Carlos Godó Valls)  (Barcelona, 6 d'abril de 1899 - Barcelona, 22 de desembre de 1987), segon comte de Godó, fou un empresari barceloní, fill de Ramon de Godó Lallana i net de Carles Godó Pié. Fou president del diari La Vanguardia des de 1931 fins a 1987. Fou diputat per designació directa en diverses ocasions a partir de 1958 i president de la Societat Econòmica Barcelonesa d'Amics del País entre 1966 i 1974.

## Biografia
Nascut l'any 1899, fill de Ramon de Godó Lallana i de Rosa Valls. Fou el segon fill, i el primer de sexe masculí, d'entre nou germans, i membre dels Godó, una família amb tradició empresarial des del segle xviii i vinculada al diari La Vanguardia. Estudià a l'Escola Pia de Sarrià i cursà la carrera d'enginyer industrial, obtenint la llicenciatura l'any 1924.
Es feu càrrec de la gestió de La Vanguardia a la mort del seu pare l'any 1931, en una època difícil. El diari fou confiscat durant la Guerra Civil espanyola i posteriorment el règim franquista imposà el director Luis de Galinsoga. Carlos Godó fou un monàrquic convençut, compaginant la lleialtat al rei amb una actitud prudent per evitar que perillés el diari durant la llarga època franquista.
Com a esportista i amant del tenis, la caça i la nàutica, fou president del Reial Club de Tennis Barcelona entre 1935 i 1960, fundador del Torneig Comte de Godó de tenis l'any 1953, cofundador del Saló Nàutic Internacional de Barcelona l'any 1963 i creà el Trofeu Comte de Godó de Vela l'any 1974. Fou distingit l'any 1985 amb l'Orde del Mèrit Olímpic, amb medalla entregada per Juan Antonio Samaranch.
A nivell empresarial, presidi la Cambra espanyola del jute, i l'associació tèxtil de polifines, a més de ser membre del consell del Banco de España i del Banco Central, de Catalana Occident, entre altres empreses.
Participà en diverses iniciatives empresarials periodístiques, com La Gaceta Ilustrada, Historia y Vida, Diari de Barcelona, Tele/eXpres, Nuevo Diario de Madrid, España de Tánger, La Codorniz, Dicen i El Mundo Deportivo. Fou president de la Asociación de Empresarios de Diarios Españoles i amb motiu del centenari del naixement del seu pare va crear un premi de periodisme en la seva memòria.
Les tràgiques morts dels seus fills Enrique, atropellat per un vehicle l'any 1958 i el primogènit Carlos, mort en accident d'aviació l'any 1962 convertiren al seu fill Javier Godó Muntañola en l'hereu, el qual fou designat gerent de La Vanguardia l'any 1971 i president l'any 1987.
La mort de la seva muller, Montserrat Muntañola Trinxet, esdevinguda l'any 1986, l'afectà molt, i morí un any després, el 22 de desembre de 1987.